# Norwegische Luftstreitkräfte
Die Luftforsvaret, in der NATO auf Englisch als Royal Norwegian Air Force bezeichnet, sind die norwegischen Luftstreitkräfte und eine Teilstreitkraft der norwegischen Streitkräfte. Die norwegischen Luftstreitkräfte umfassen etwa 4300 aktive Soldaten.
Aufgrund des enorm weiten vorgelagerten Seegebiets und der unzugänglichen Berg- und Fjordregionen in Norwegen liegt eine der Hauptaufgaben der Luftwaffe in der Patrouillentätigkeit, die durch andere Kräfte kaum gewährleistet werden kann. Im Kalten Krieg waren verschiedene Stützpunkte regelmäßig mit Kampfflugzeugen der NATO belegt, um eine mögliche Verteidigung gegen die im Nordosten des Landes angrenzende Sowjetunion zu gewährleisten. Nach dem Abzug der US-amerikanischen Iceland Defense Force aus Island 2006 zeichnet sich zudem ein stärkeres Engagement der norwegischen Luftstreitkräfte bei der Aufrechterhaltung der Verteidigungsfähigkeit Islands ab (siehe auch Militärische Situation Islands).

## Geschichte
Der erste militärische Flug Norwegens fand im Jahre 1912 statt, die Ausbildung der ersten Flugzeugführer erfolgte im Ausland. Die ersten Flugzeugtypen waren eine deutsche Rumpler-Taube und vier französische Farman. In der Folge wurden die meisten norwegischen Militärflugzeuge, meist einheimische Typen oder Lizenzbauten, von den im gleichen Jahr gegründeten Hærens Flyvevaaben (Heeresflieger) und Marinens Flyvevaaben (Marineflieger) angeschafft. Ende 1917 erhielt das im Ersten Weltkrieg eigentlich neutrale, aber der Entente nahestehende Norwegen eine größere Lieferung britischer Flugzeuge und Flugabwehrgeschütze, zusammen mit der Ausbildung von Personal durch die britische Armee, unter anderem Flugzeuge der Typen Avro 504, Bristol F.2B Fighter und Sopwith Baby, die teilweise noch zu Beginn der 1930er Jahre im Dienst standen.
In der ersten Hälfte der 1930er Jahre war die Luftforsvaret mit Jagdflugzeugen Armstrong Whitworth Scimitar und Hawker Nimrod, Aufklärungsflugzeugen H.F.F. Tiger Moth und H.F.F. C.V sowie Seeflugzeugen eigener Produktion (MF.9, MF.10, MF.11, W-33-Lizenz) ausgerüstet. Als sich die politische Situation Ende der 1930er-Jahre zusehends verschlechterte, wurden die beiden Teilstreitkräfte ab 1936 mit Maschinen aus deutscher, britischer und US-amerikanischer Produktion ausgerüstet. Im Jahr 1939 befanden sich Jagdflugzeuge Gloster Gladiator und Hawker Fury, Mehrzweckflugzeuge H.F.F. C.V und Caproni Ca.310 sowie Seeflugzeuge MF.11, Douglas DT-2 und Heinkel He 115 im Bestand.
Im Zuge der Besetzung Norwegens durch die deutsche Wehrmacht wurden einige Maschinen und Personal ins Vereinigte Königreich evakuiert und in die Royal Air Force (RAF) integriert. In den Jahren 1940/41 wurde, zunächst in Kanada, eine norwegische Militärfliegerschule betrieben. Die von Heeres- und Marinefliegern gemeinsam betriebene Flyvevåpnenes Treningsleier befand sich zunächst in Toronto, später kamen noch weitere Standorte hinzu, und war unter anderem mit noch in den Vorkriegsjahren in den USA bestellten, aber zu Beginn der Besetzung des Landes durch Nazideutschland noch nicht ausgelieferten Flugzeugen ausgerüstet. Im Jahr 1941 wurde entschieden, neben der Ausbildung in Nordamerika zukünftige Crews auch eingebettet in der RAF auszubilden. Die Piloten dienten dann in den Einsatzstaffeln und es gab ebenfalls vier "norwegische" Squadrons, die die Nummern 330 bis 334 erhielten. Diese Staffeln sind die Vorläufer der teilweise heute noch unter der gleichen Nummer aktiven Skvadrons.
Nach dem Zweiten Weltkrieg bildeten diese Einheiten und ihre Maschinen der Typen Supermarine Spitfire, De Havilland Mosquito und Consolidated PBY "Catalina" den Grundstock der norwegischen Nachkriegsluftstreitkräfte, die bereits während des Krieges im November 1944 als eigenständige Luftforsvaret aufgestellt worden waren.
Die Streitmacht stellte zur Luftverteidigung 1945 zunächst die beiden Luftkommandos Vestlandet und Østlandet auf, 1946 kam ein drittes für Nord-Norge hinzu und ein viertes deckte ab 1948 die Region Trøndelag ab. Die drei südlichen Kommandos wurden 1963 zum Kommando Sør-Norge vereint und die beiden verbliebenen Kommandos existierten anschließend knapp vier Jahrzehnte bis 2002.
Die Spitfire wurde noch bis in die 1950er-Jahre geflogen, wobei Flugzeuge des Typs De Havilland Vampire als erstes strahlgetriebenes Muster parallel ab 1947 eingesetzt wurden. Zum Lufttransport dienten in den Jahren nach dem Krieg Douglas DC-3 und C-54 "Skymaster". Erstere wurden bis 1974 eingesetzt. Hinzu kam als Patrouillenflugzeug die Consolidated PBY "Catalina", die bis 1961 flog.

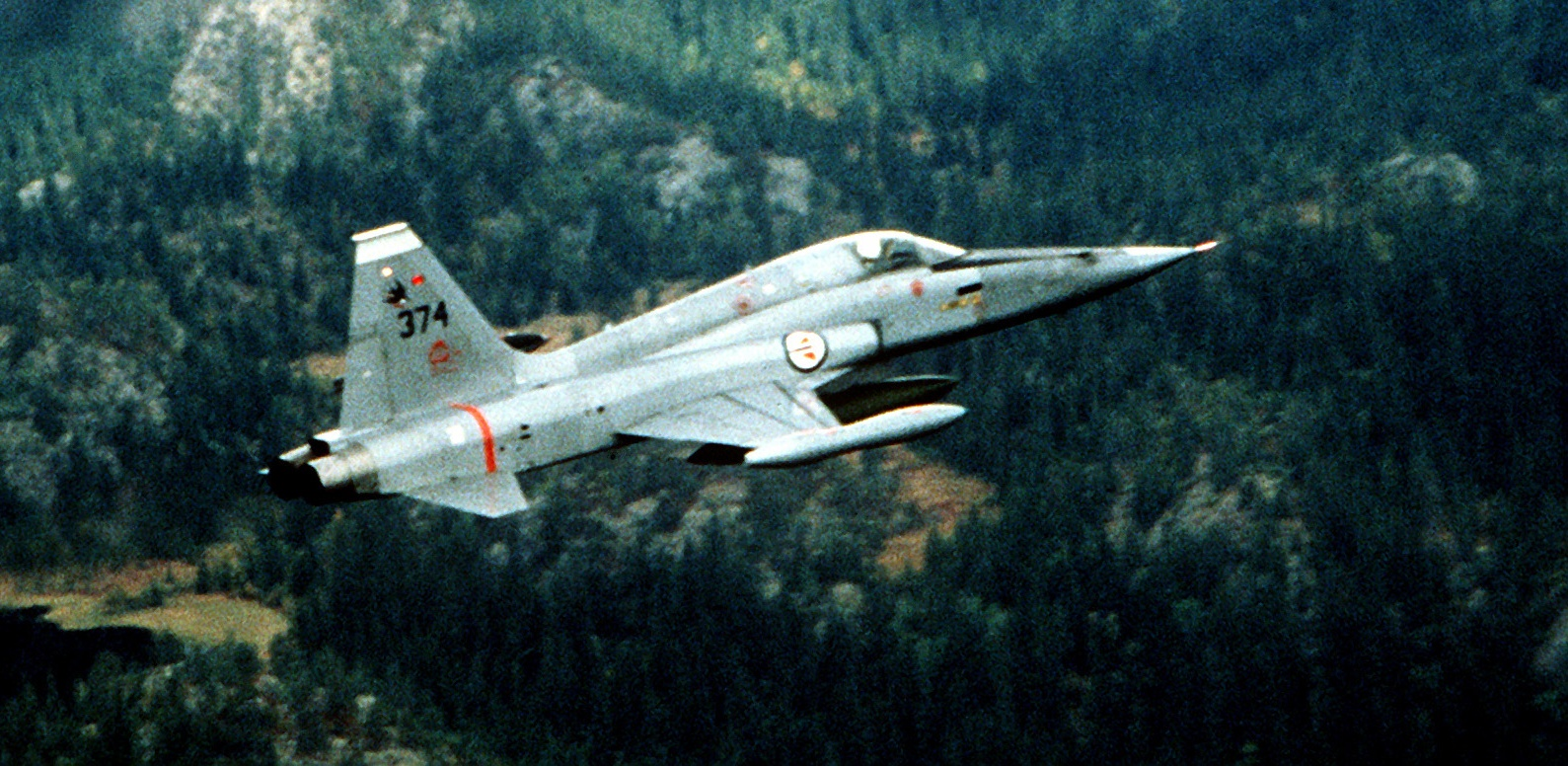
Eine norwegische F-5 (1969)

Nach Gründung der NATO und dem Beginn des Kalten Krieges – Norwegen war neben der Türkei das einzige NATO-Mitglied mit einer Landgrenze zur Sowjetunion – wurde die Luftforsvaret vergrößert und weiter modernisiert. Seit Beginn der 1950er werden ausschließlich US-amerikanische Kampfflugzeugtypen eingesetzt, zunächst ab 1952 bzw. 1956 die F-84G/E und RF-84F "Thunderstreak" bzw. "Thunderflash" und ab 1956 bzw. 1957 die F-86K bzw. F "Sabre" als Jäger bzw. Jagdbomber sowie als Aufklärer. Hinzu kamen ab 1953 einige Trainer T-33.
Später kamen 1963 zunächst als Abfangjäger Lockheed F-104G "Starfighter" hinzu und als Ergänzung ab 1967 die noch bis 2007 in geringen Stückzahlen zu Testzwecken verwendete F-5A/B "Freedom Fighter" als Jagdbomber sowie als Aufklärer stammt ebenfalls aus dieser Ära. Die kleine F-104G Flotte wurde ab 1973 durch gebrauchte CF-104 ergänzt. Die zwischenzeitlich ab 1956 geflogenen Transporter C-119G "Flying Boxcar" wurden 1969 durch C-130H "Hercules" ersetzt und die ab 1961 geflogenen HU-16B "Albatross" Seefernaufklärer wurden 1969 durch die P-3B "Orion" abgelöst. Beide stehen heute in neuerer Version noch im Dienst.
Ab 1980 wurde die General Dynamics F-16 in den Versionen A/B in Dienst gestellt, die zunächst die "Starfighter" ablösten. Norwegen gehörte zusammen mit den Niederlanden, Belgien und Dänemark zu den ersten europäischen Nutzern dieses Typs. Die Anzahl der aktiven Maschinen, insgesamt wurden 74 beschafft, wurde jedoch nach dem Ende des Kalten Krieges auf 56 reduziert, die alle zwischenzeitlich modernisiert wurden. Die Alarmrotte stellt, wie zuvor seit 1967 bereits mit der F-104, der Standort Bodø, eine der beiden hovedflystasjoner, Hauptflugstationen, wo F-16 stationiert sind. Im Jahr 1999 flogen norwegische F-16 von Grazzanise Einsätze über dem Kosovo bei der Operation Allied Force, auch im Mittleren Osten waren die F-16 wiederholt im Einsatz, gleichfalls 2011 über Libyen, als sie von Souda Bay aus eingesetzt wurden.
Die F-5-Flotte wurde auf Grund struktureller Probleme bereits in den 1980er-Jahren verkleinert, seinerzeit wurden zunächst die RF-5-Aufklärer ausgesondert, und sollte 2001 endgültig außer Dienst gestellt werden. Letztendlich flogen einige Exemplare zu Testzwecken noch bis 2007. Im Jahr 2002 wurde die Luftforsvaret umstrukturiert, wobei die beiden verbliebenen Luftkommandos Nord- und Sør-Norge aufgelöst und durch eine Geschwaderstruktur abgelöst wurden.
Das Nachfolgemodell der F-16 ist die Lockheed Martin F-35; das Land ist in deren Entwicklung eingebunden. Im Jahr 2017 trafen die ersten Exemplare auf der Ørlandhovedflystasjon ein und Norwegen plant bis 2024 alle 52 bestellten Exemplare in Dienst gestellt haben.
Beim ersten Kampfeinsatz der NATO, der Operation Allied Force im Kosovo 1999, kamen auch norwegische Maschinen zum Einsatz. Im ersten Jahrzehnt des neuen Jahrtausends nahmen norwegische Maschinen an Einsätzen in Afghanistan teil.

## Ausrüstung
Die Ausrüstung der Luftforsvaret setzt sich mit Stand 2023 aus fünf Flugzeugtypen, drei Hubschraubertypen und mehreren Flugabwehrsystemen zusammen.
Ende 2021 sind die letzten F-16 außer Dienst genommen worden. Sie wurden seit 2017 nach und nach durch die Lockheed Martin F-35 ersetzt, wobei einige wenige später übergangsweise für die Ausbildung ukrainischer Piloten im dänischen Skydstrup reaktiviert wurden. Im Dezember 2021 teilte das Verteidigungsministerium mit, dass Norwegen 32 der außer Dienst genommenen F-16 an Rumänien verkauft, welche dort die veralteten MiG-21 ersetzen. Die Auslieferung ist für die Jahre 2023 und 2024 geplant.
Darüber hinaus werden die Sea Kings bis 2023 durch 16 (plus 6 Optionen) AgustaWestland AW101 und parallel die P-3 und DA-20 durch fünf Boeing P-8 ersetzt. Im September 2022 wurden die Dassault Falcon 20 ausgemustert. Wegen den hohen Wartungskosten und vielen technischen Problemen stellte Norwegen Mitte 2022 den Betrieb mit den NHI NH90 ein.
Im Rahmen des Strategic-Airlift-Capability-Programms werden von Norwegen und den anderen Teilnehmerstaaten zudem drei C-17 Globemaster III betrieben, die für den militärischen strategischen Lufttransport genutzt werden können. Gleichfalls beteiligt ist Norwegen an der Multinational MRTT Unit mit ihren Airbus A330 MRTT Tank- und Transportflugzeugen.

### Luftfahrzeuge
| Luftfahrzeuge        | Foto                               | Herkunft               | Verwendung                               | Version        | Anzahl         | Bestellt       | Anmerkungen |
| Kampfflugzeuge       | Kampfflugzeuge                     | Kampfflugzeuge         | Kampfflugzeuge                           | Kampfflugzeuge | Kampfflugzeuge | Kampfflugzeuge | Kampfflugzeuge |
| -------------------- | ---------------------------------- | ---------------------- | ---------------------------------------- | -------------- | -------------- | -------------- | --- |
| Lockheed Martin F-35 |                                    | Vereinigte Staaten     | Mehrzweckkampfflugzeug Schulungsflugzeug | F-35A          | 52             |                | [ 17 ] |
| Transportflugzeuge   |                                    |                        |                                          |                |                |                | |
| C-130J Hercules      |                                    | Vereinigte Staaten     | Transportflugzeug                        | C-130J-30      | 3              |                | 4 Maschinen geliefert zwischen November 2008 und Juni 2010 als Ersatz für 6 C-130E/H. Eine Maschine flog 2012 in Schweden in einen Berg.                                                 |
| Aufklärungsflugzeuge |                                    |                        |                                          |                |                |                | |
| P-3C-III/N Orion     |                                    | Vereinigte Staaten     | U-Bootjagd- und Aufklärungsflugzeuge     | P-3C UIPP-3N   | 3              |                | Werden durch 5 Boeing P-8 ersetzt. |
| Boeing P-8 Poseidon  | 20150415 P-8 Poseidon Tinker AFB-5 | Vereinigte Staaten     | U-Bootjagd- und Aufklärungsflugzeuge     | P-8            | 5              |                | Die Auslieferung endete im Jahr 2022; Ab 2023 sollen die neuen Flugzeuge den Seepatrouillendienst übernehmen; Die Maschinen werden in Evenes, nicht wie die Orion in Andøya stationiert. |
| Schulflugzeug        |                                    |                        |                                          |                |                |                | |
| Saab Safari          |                                    | Schweden               | Basistraining                            | Safari         | 16             |                | |
| Hubschrauber         |                                    |                        |                                          |                |                |                | |
| AgustaWestland AW101 |                                    | Vereinigtes Königreich | SAR Helicopter                           |                | 15             | 1              | Ende August 2021 wurde mit dem AW101 offiziell der SAR-Dienst aufgenommen. |
| Bell 412             |                                    | Vereinigte Staaten     | Transporthubschrauber                    | 412SP          | 18             |                | Die Endmontage erfolgte bei Helikopter Service in Norwegen. |
| Westland Sea King    |                                    | Vereinigtes Königreich | SAR Helicopter                           | Sea King Mk.43 | 7              |                | Im Besitz der Royal Norwegian Air Force und dem Ministerium für Justiz und Polizei (Norway). Hauptaufgabe ist Search and Rescue. Werden durch 16 AgustaWestland AW101 ersetzt.           |

### Flugabwehr
Zur Flugabwehr sind sechs auf der AIM-120 AMRAAM basierende Raketenbatterien NASAMS (Norwegian Advanced Surface to Air Missile System) vorhanden. Für die Luftverteidigung im Nahbereich wird das Robotsystem 70 eingesetzt. Außerdem verfügt die Luftforsvaret über zahlreiche Rohrwaffen zur Flugabwehr.

### Waffensysteme
Luft-Luft-Raketen:
- AIM-9 L/X Sidewinder ()
- AIM-120 B/C AMRAAM ()
- IRIS-T ()

Bomben:
- GBU-12 Paveway II ()
- JDAM ()

## Luftwaffenstützpunkte
Die Organisation in der Fläche erfolgt seit Beginn der 2000er Jahre durch Geschwader (Luftving), denen die fliegenden Staffeln (Skvadron) und weiteren Unterstützungseinheiten unterstellt sind. Nach einer Verschlankung der Struktur existieren zurzeit sechs Geschwader inklusive des Rettungshubschrauberdienstes, davon fünf mit Flugstaffeln. Hinzu kommen die Schul- und Erprobungselemente wie die Luftwaffenakademie in Trondheim.
Der wichtigste Militärflugplatz (Hovedflystasjon) liegt in Ørland in der Mitte des Landes, in Klammern die ICAO Flughafen-Codes (Es sind nur die fliegenden Verbände aufgelistet):
- Ørland hovedflystasjon (ENOL), Provinz Trøndelag, 132. Luftving mit der (zukünftig 331. und) 332. Skvadron, Haupteinsatzbasis von Kampfflugzeugen, Haupteinsatzbasis der F-35

Weitere aktive Flugstationen (Flystasjoner) sind von Norden bis Süden über das Land verteilt. Unter anderem werden die Bahnen der beiden Flughäfen in der Nähe Oslos zusammen mit dem zivilen Luftverkehr genutzt:
- Andøya flystasjon (ENAN), Provinz Nordland, keine fest stationierten Luftfahrzeuge mehr, war bis 2023 Basis der P-3 Seefernaufklärer
- Bardufoss flystasjon (ENDU), Provinz Troms, Maritim helikopterving mit der 334. und 339. Skvadron, Basis von Küstenwachhubschraubern, zusätzlich Drohnen bei der 718. Skvadron, die Bordhubschrauber der Fregatten operieren meist von der Marinebasis Haakonsvern bei Bergen
- Evenes flystasjon (ENEV), Provinz Nordland, 133. Luftving mit zukünftig der 333. Skvadron (P-8A Seefernaufklärer) und dem QRA-Detachment (F-35) des 132. Luftving
- Stasjonsgruppe Gardermoen (ENGM), Provinz Akershus, 335. und 717. Skvadron, Basis der Transportflieger
- Rygge flystasjon (ENRY), Provinz Østfold, 134. Luftving mit der 337. Skvadron, Basis der Transporthubschrauber
- Sola flystasjon (ENZV), Provinz Rogaland, Redningshelikoptertjenesten mit der 330. Skvadron, Hauptbasis der SAR-Hubschrauber, die Staffel betreibt fünf weitere von über das Land verteilten SAR-Stationen, vier davon auf anderen Basen der Luftvorsvaret.

Darüber hinaus wird im äußersten Norden des Landes ein weiterer Flugplatz militärisch mitgenutzt, auf dem keine fliegenden Verbände dauerhaft stationiert sind:
- Stasjonsgruppe Banak (ENNA), Provinz Finnmark

Die Flughäfen in Kristiansand Kjevik und Værnes werden inzwischen nicht mehr regelmäßig militärisch genutzt. Zwei der SAR-Stationen befinden sich an zivilen Flughäfen in Bodø, früher eine hovedflystasjon, und in Florø.
Die sechs Radarstationen der bodengebundenen Luftverteidigung, vier im Norden und zwei im Westen, werden durch das 131. Luftving mit dem Hauptquartier in Sørreisa westlich von Bardufoss betrieben.